# Cult Leader
Cult Leader è il quinto album in studio del rapper italiano Metal Carter, pubblicato il 27 aprile 2016 dalla Glory Hole Records.

## Descrizione
L'album è stato interamente prodotto da Depha Beat, eccezion fatta per la traccia 14 "Don't fuck with the leader", prodotta da DJ Craim. Il titolo del disco, come affermato dallo stesso Metal Carter, ha un duplice significato: in primis è un omaggio alla omonima canzone dei Non Phixion e in secondo luogo si riferisce ad una frase con cui spesso i fan si complimentano con il rapper: "Carter è culto". L'uscita dell'album è stata anticipata dalla pubblicazione del videoclip del singolo "Non può cambiare il mondo una canzone", avvenuta il 21 aprile sul canale YouTube della Glory Hole Records. Peculiarità di "Cult Leader" è la presenza di una grossa quantità di featuring, di gran lunga maggiore rispetto ai lavori precedenti del rapper.

## Tracce
1. Senza Paura – 3:21
2. Non può cambiare il mondo una canzone – 3:14
3. Virus (feat. Caputo) – 3:09
4. Rime d'acciaio esclusive (feat. Fabri Fibra) – 3:26
5. Cult Leader – 2:14
6. Giudice e giuria (feat. E-Green, Er Costa, DJ Spada) – 3:52
7. Non poteva andare meglio (feat. Nex Cassel) – 2:42
8. Finché non ci cacciano (feat. Tormento) – 3:00
9. È troppo tardi – 2:54
10. Voci che gridano (feat. Caputo) – 3:23
11. For my people (feat. Madman) – 2:29
12. Devi dimostrarlo (feat. Noyz Narcos) – 2:48
13. Una vita migliore (feat. Gemello) – 3:16
14. Don't fuck with the leader (skit by Danno) – 1:59
15. Scalpore (feat. Ice One) – 2:23
16. Specchi (feat. Denay, Fetz Darko) – 3:11
17. Non vi conosco (feat. Aban) – 2:14
18. New Level – 2:56
19. Metal Blade Freestyle – 5:28